# NGC 6872

## Огляд
NGC 6872, яка розташована на відстані приблизно 212 мільйонів світлових років від Землі, має витягнуту форму через свою гравітаційну взаємодію з сусідньою дисковою галактикою IC 4970, яка має лише одну п’яту маси свого більшого сусіда.
NGC 6872 завширшки 522 000 світлових років, у пʼять разів більша за Чумацький Шлях, і це найбільша з відомих спіральних галактик у всесвіті.

## Виноски
1. ↑  Largest known spiral galaxy in the universe shines in multi-telescope image